# Kẻ nói dối và người tình (phim truyền hình)
The Liar and His Lover (tiếng Hàn: 그녀는 거짓말을 너무 사랑해; Romaja: Geunyeoneun Geojitmaleul Neomu Saranghae) là một bộ phim truyền hình Hàn Quốc năm 2017 với diễn viên chính Lee Hyun-woo và Joy cùng với Lee Jung-jin, Lee Seo Won và Hong Seo-young. Bộ phim dựa trên bộ truyện tranh Nhật Bản Kanojo wa Uso o Aishisugiteru của Kotomi Aoki. Phim được phát sóng trên tvN vào thứ hai và thứ ba lúc 23:00 (KST) từ ngày 20 tháng 3 năm 2017.

## Nội dung
Kang Han Kyul là một nhà soạn nhạc nổi tiếng và rất tài năng. Từng sáng tác nhạc cho một ban nhạc nổi tiếng từ rất lâu trước khi họ trở thành ngôi sao,  anh ấy đã đạt được nhiều thành tựu  hơn nhiều người dù còn trẻ tuổi. Tuy nhiên, anh đã rơi vào trầm cảm và dường như không còn động lực để sống. Cho đến khi anh nghe thấy một giọng hát đã làm rung động trái tim anh.  
Yoon So Rim là một học sinh trung học.  Cô ấy có một giọng hát không giống bất cứ giọng hát nào mà Kang Han Kyul từng nghe. Yoon So Rim nhìn thấy nỗi đau trong lòng người viết nhạc.  Bằng lòng tốt trong trẻo của mình, cô đã thuyết phục anh quay trở lại cuộc sống. Và bằng giọng hát của mình, cô ấy tiến vào trái tim anh. Tuy nhiên, vấn đề là Kang Han Kyul cố tình che giấu danh tính của mình với Yoon So Rim. Vậy, với một người đàn ông đã yêu, liệu nó có thể trở thành sự thật khi anh ta đang che giấu con người thật của mình?

## Diễn viên

### Chính
- Lee Hyun-woo vai Kang Han-Gyeol[7]

Người đánh bass, cựu thành viên của nhóm Crude Play, nhưng đã rời nhóm trước khi ra mắt.
- Joy vai Yoon So-rim[8][9]

Học sinh trung học 18 tuổi. Cô là thành viên của nhóm "Mush and Co" cùng với hai người bạn thân.

### Vai phụ

#### Xung quanh Han Gyul
- Choi Min Soo vai Kang In-woo, ca sĩ đường phố, cha của Han-gyul.
- Lee Jung Jin vai Choi Jin-hyuk[10] Giám đốc của Sole Music.
- Hong Seo-young vai Chae Yoo-na[11]

Bạn gái cũ của Han-gyul.

#### Xung quanh So Rim
- Im Ye-jin vai Kim Sun-hee, bà ngoại của So-rim
- Song Kang vai Baek Jin-woo, bạn của So-rim và là nghệ sĩ guitar của nhóm "Mush and Co"
- Park Jong-hyuk vai Lee Kyu-seon, bạn của So-rimlà nghệ sĩ drum của nhóm "Mush and Co"
- Kim In-kwon vai Bong Won-bin, giáo viên chủ nhiệm của So-rim
- Jeon Yu-rim vai Lee Se-jung, bạn cùng lớp của So-rim

#### Xung quanh Jin Hyuk
- Park Ji-young vai Yoo Hyun-jung, CEO của công ty quản lý
- Lee Ha-eun vai Yeon Soo-yeon

#### Thành viên Crude Play
- Kim Sung-joo vai Yoo Si-hyun (Trưởng nhóm/Hát chính) [12]
- Shin Je-min vai Lee Yoon (Guitar/Keyboard)
- Jang Ki-yong vai Ji In-ho (Drummer/Rapper)
- Lee Seo-won vai Seo Chan-young[13]

Người chơi bass thế cho Han-gyul trong nhóm Crude Play.

### Khác
- Lee Yu-joon
- Kim Min-seok vai Ku Joon-seok
- Park Seon-hee vai mẹ của Kyu-seon
- Kim Seo-young
- Lee Ha-eun vai Soo-yeon
- Jun Yu-rim
- In Sung-ho
- Choi Nam-uk
- Choi Na-moo
- Jung Yu-an
- Min Kyung-jin
- Kang Woo-je
- Yoon Eun-byul
- Yu Ji-hyuk
- Choi Ji-an
- Yu Ji-yeon
- Son Yoon-ju
- Seo Dan-woo
- Jo Young-seon
- Lee Young-rae
- Kyung Kyu-min
- Lee Ho-seok vai thành viên của nhóm nhạc
- Park Jae-seok vai thành viên của nhóm nhạc
- Kim Soo-hyun vai thành viên của nhóm nhạc
- Han Chan-young vai thành viên của nhóm nhạc

### Xuất hiện đặc biệt
- Baek Soo-ryun
- Park Hye-na
- Park Hae-soo
- Kim Young-pil
- Lee Da-bin, Lee Hye-bin, Kim Na-Yoon - 3 thành viên của nhóm nhạc nữ Momoland
- INX, tập 6

## Đánh giá
Trong bảng dưới đây, màu xanh hiển thị đánh giá thấp nhất và màu đỏ hiển thị đánh giá cao nhất.
| Tập #      | Ngày phát sóng      | Người xem trung bình | Người xem trung bình | Người xem trung bình |
| Tập #      | Ngày phát sóng      | AGB Nielsen Ratings  | AGB Nielsen Ratings  | TNmS Ratings         |
| Tập #      | Ngày phát sóng      | Toàn Quốc            | Seoul                | TNmS Ratings         |
| ---------- | ------------------- | -------------------- | -------------------- | -------------------- |
| 1          | 20 tháng 3 năm 2017 | 1.524%               | 1.707%               | 2.0%                 |
| 2          | 21 tháng 3 năm 2017 | 1.345%               | 1.427%               | 1.7%                 |
| 3          | 27 tháng 3 năm 2017 | 1.267%               | 1.765%               | 1.3%                 |
| 4          | 28 tháng 3 năm 2017 | 1.839%               | 2.309%               | 1.7%                 |
| 5          | 3 tháng 4 năm 2017  | 1.435%               | 1.775%               | 1.7%                 |
| 6          | 4 tháng 4 năm 2017  | 1.460%               | 1.506%               | 1.2%                 |
| 7          | 10 tháng 4 năm 2017 | 1.693%               | 2.012%               | 2.0%                 |
| 8          | 11 tháng 4 năm 2017 | 1.623%               | 1.828%               | 2.0%                 |
| 9          | 17 tháng 4 năm 2017 | 1.494%               | 1.839%               | 2.0%                 |
| 10         | 18 tháng 4 năm 2017 | 1.433%               | 1.719%               | 2.0%                 |
| 11         | 24 tháng 4 năm 2017 |                      |                      | 2.0%                 |
| 12         | 25 tháng 4 năm 2017 |                      |                      | 2.0%                 |
| 13         | 1 tháng 5 năm 2017  |                      |                      | 2.0%                 |
| 14         | 2 tháng 5 năm 2017  |                      |                      | 2.0%                 |
| 15         | 8 tháng 5 năm 2017  |                      |                      | 2.0%                 |
| 16         | 9 tháng 5 năm 2017  |                      |                      | 2.0%                 |
| Trung bình | Trung bình          | %                    | %                    | %                    |

## Nhạc phim

### OST Part 1
| STT              | Nhan đề          | Phổ lời          | Phổ nhạc         | Artist           | Thời lượng |
| ---------------- | ---------------- | ---------------- | ---------------- | ---------------- | ---------- |
| 1.               | "A Fox" (여우야) | Kim Kwang-jin    | Kim Kwang-jin    | Joy              | 03:55      |
| 2.               | "A Fox" (Inst.)  |                  | Kim Kwang-jin    |                  | 03:55      |
| Tổng thời lượng: | Tổng thời lượng: | Tổng thời lượng: | Tổng thời lượng: | Tổng thời lượng: | 07:50      |

### OST Part 2
| STT              | Nhan đề                | Phổ lời                       | Phổ nhạc                | Artist                 | Thời lượng |
| ---------------- | ---------------------- | ----------------------------- | ----------------------- | ---------------------- | ---------- |
| 1.               | "I'm Okay" (난 괜찮아) | Hwang Sang-joon Kim Kyung-min | Shin Hyung MONSTER NO.9 | Joy feat. Lee Hyun-woo | 03:09      |
| 2.               | "I'm Okay" (Inst.)     |                               | Shin Hyung MONSTER NO.9 |                        | 03:09      |
| Tổng thời lượng: | Tổng thời lượng:       | Tổng thời lượng:              | Tổng thời lượng:        | Tổng thời lượng:       | 06:18      |

### OST Part 3
| STT              | Nhan đề               | Phổ lời               | Phổ nhạc                   | Artist           | Thời lượng |
| ---------------- | --------------------- | --------------------- | -------------------------- | ---------------- | ---------- |
| 1.               | "I'm OK" (괜찮아, 난) | Kim Kyung-min Taibian | Shin Hyung Hwang Sang-joon | Crude Play       | 04:00      |
| 2.               | "Peterpan"            | Lee Jin-hee Taibian   | Junjaman Hwang Sang-joon   | Crude Play       | 03:27      |
| Tổng thời lượng: | Tổng thời lượng:      | Tổng thời lượng:      | Tổng thời lượng:           | Tổng thời lượng: | 07:27      |

### OST Part 4
| STT              | Nhan đề                    | Phổ lời                 | Phổ nhạc         | Artist           | Thời lượng |
| ---------------- | -------------------------- | ----------------------- | ---------------- | ---------------- | ---------- |
| 1.               | "Your Days" (요즘 너 말야) | Jung Da-un Jung Hye-sun | Jung Da-un       | Joy              | 03:51      |
| 2.               | "Your Days" (Inst.)        |                         | Jung Da-un       |                  | 03:51      |
| Tổng thời lượng: | Tổng thời lượng:           | Tổng thời lượng:        | Tổng thời lượng: | Tổng thời lượng: | 07:42      |

### OST Part 5
| STT              | Nhan đề             | Phổ lời          | Phổ nhạc         | Artist           | Thời lượng |
| ---------------- | ------------------- | ---------------- | ---------------- | ---------------- | ---------- |
| 1.               | "Shiny Boy"         | Choi In-young    | Choi In-young    | Joy              | 03:24      |
| 2.               | "Shiny Boy" (Inst.) |                  | Choi In-young    |                  | 03:24      |
| Tổng thời lượng: | Tổng thời lượng:    | Tổng thời lượng: | Tổng thời lượng: | Tổng thời lượng: | 06:48      |

### OST Part 6
| STT              | Nhan đề                                          | Phổ lời                      | Phổ nhạc                               | Artist           | Thời lượng |
| ---------------- | ------------------------------------------------ | ---------------------------- | -------------------------------------- | ---------------- | ---------- |
| 1.               | "Counting Stars at Night" (별 헤는 밤)           | Cosmic Sound Premium Project | Cosmic Sound Premium Project Bloodmoon | Hong Seo-young   | 04:06      |
| 2.               | "Yesterday, Today and Tomorrow" (어제 오늘 내일) | Taibian                      | Shin Hyung                             | Hong Seo-young   | 03:30      |
| Tổng thời lượng: | Tổng thời lượng:                                 | Tổng thời lượng:             | Tổng thời lượng:                       | Tổng thời lượng: | 07:36      |

### OST Part 7
| STT              | Nhan đề                | Phổ lời          | Phổ nhạc         | Artist           | Thời lượng |
| ---------------- | ---------------------- | ---------------- | ---------------- | ---------------- | ---------- |
| 1.               | "In Your Eyes"         | Frants Young K   | Frants           | Crude Play       | 03:30      |
| 2.               | "In Your Eyes" (Inst.) |                  | Frants           |                  | 03:30      |
| Tổng thời lượng: | Tổng thời lượng:       | Tổng thời lượng: | Tổng thời lượng: | Tổng thời lượng: | 07:00      |

### OST Part 8
| STT              | Nhan đề                              | Phổ lời          | Phổ nhạc         | Artist           | Thời lượng |
| ---------------- | ------------------------------------ | ---------------- | ---------------- | ---------------- | ---------- |
| 1.               | "Waiting for You" (너를 기다리는 법) | Raphael          | Raphael          | Joy              | 03:22      |
| 2.               | "Waiting for You" (Inst.)            |                  | Raphael          |                  | 03:22      |
| Tổng thời lượng: | Tổng thời lượng:                     | Tổng thời lượng: | Tổng thời lượng: | Tổng thời lượng: | 06:44      |

### OST Part 9
| STT              | Nhan đề                        | Phổ lời          | Phổ nhạc                   | Artist           | Thời lượng |
| ---------------- | ------------------------------ | ---------------- | -------------------------- | ---------------- | ---------- |
| 1.               | "The Way To Me" (내게 오는 길) | Yang Jae-sun     | Kim Hyung-suk Lee Sang-hun | Joy              | 04:11      |
| 2.               | "The Way To Me" (Inst.)        |                  | Kim Hyung-suk Lee Sang-hun |                  | 04:11      |
| Tổng thời lượng: | Tổng thời lượng:               | Tổng thời lượng: | Tổng thời lượng:           | Tổng thời lượng: | 08:22      |

### Bảng xếp hạng
| Tiêu đề                             | Năm  | Vị trí cao nhất | Doanh thu      | Ghi chú |
| Tiêu đề                             | Năm  | KOR Gaon        | Doanh thu      | Ghi chú |
| ----------------------------------- | ---- | --------------- | -------------- | ------- |
| "A Fox" (Joy (Red Velvet))          | 2017 | 43              | - KOR: 66,447+ | Phần 1  |
| "I'm Okay" (Joy feat. Lee Hyun-woo) | 2017 | 85              | - KOR: 22,513+ | Phần 2  |